# Mallobathra
Mallobathra is een geslacht van vlinders van de familie zakjesdragers (Psychidae). De wetenschappelijke naam van dit geslacht is voor het eerst voorgesteld door Edward Meyrick in een publicatie uit 1888. De meeste soorten in dit geslacht komen in Nieuw-Zeeland voor.

## Soorten
- M. abyssina (Clarke, 1934)
- M. angusta Philpott, 1928
- M. aphrosticha (Meyrick, 1912)
- M. araneosa Meyrick, 1914
- M. campbellica Dugdale, 1971
- M. cana Philpott, 1927
- M. cataclysma Clarke, 1934
- M. cellulata Meyrick, 1911
- M. crataea Meyrick, 1888
- M. fenwicki Philpott, 1924
- M. fragilis Philpott, 1927
- M. globulosa Meyrick, 1914
- M. homalopa Meyrick, 1891
- M. illustris Philpott, 1917
- M. lapidosa Meyrick, 1914
- M. memotuina Clarke, 1934
- M. metrosema Meyrick, 1888
- M. nocturna Clarke, 1888
- M. obscura Philpott, 1928
- M. oriana Meyrick, 1917
- M. perisseuta Meyrick, 1920
- M. petrodoxa (Meyrick, 1923)
- M. scoriota Meyrick, 1909
- M. sphyrota Meyrick, 1917
- M. strigulata Meyrick, 1924
- M. subalpina Philpott, 1930
- M. tonnoiri Philpott, 1927
- M. zophaula Meyrick, 1920